# Horst Bienek
Horst Bienek, né le 7 mai 1930 à Gleiwitz et mort le 7 décembre 1990 à Munich, est un écrivain et poète allemand.

## Biographie
Horst Bienek est né à Gleiwitz, en Haute-Silésie, en Allemagne (aujourd'hui Gliwice, en Pologne). Horst Bienek est contraint de partir de là-bas en 1945, après la Seconde Guerre mondiale, lorsque les Allemands sont expulsés de Silésie. Il se réinstalle dans la partie orientale de l'Allemagne. Pendant un certain temps, il est l'élève de Bertolt Brecht. 
En 1951, il est arrêté par le NKVD et condamné lors d'une parodie de procès à 25 ans de travaux forcés pour « incitation anti-soviétique » et espionnage présumé au nom des États-Unis, et envoyé dans un camp de concentration du Goulag de Vorkouta en Russie.
En 1955, lorsqu'il est libéré à la suite d'une amnistie, il s'installe en Allemagne de l'Ouest. Une grande partie de ses écrits aborde le thème de son déracinement de sa patrie de Haute-Silésie.
Bien qu'homosexuel, ses écrits autobiographiques n'ont jamais abordé ouvertement de sa propre homosexualité, et ses romans ne font qu'occasionnellement allusion à l'attirance homosexuelle. 
Horst Bienek est mort à Munich en 1990 du SIDA.
Horst Bienek remporte de nombreux prix, dont le Prix Nelly Sachs en 1981 et le Prix Jean-Paul en 1989. Son œuvre la plus connue est la série de romans en quatre volumes traitant du prélude à la Seconde Guerre mondiale et de la guerre elle-même, "Gleiwitz, Eine oberschlesische Chronik in vier Romanen" (La tétralogie de Gleiwitz traduite en français).
Trois de ses œuvres ont été adaptées au cinéma , :
- Die Zelle (1970)
- Die erste Polka (1979)
- Château de Königswald (1987).

Les quatre romans de Bienek, La tétralogie de Gleiwitz, ont tous été traduits en français : 
- Première Polka octobre, 1989  tome 1
- Lumière de septembre février, 1990  tome 2
- Les cloches muettes octobre, 1990 tome 3
- La terre et le feu mai, 1991 tome 4

- Workuta, 2013[6]

## Sources
1. ↑  Biographie de Horst Bienek
2. ↑  Catalogue de la Bibliothèque nationale allemande
3. ↑  La Quinzaine du réalisateurs
4. ↑  Fiche de Horst Bienek Imdb
5. ↑  Catalogue des éditions Actes-Sud
6. ↑  Bibliographie complète, catalogue de la BNF